# Willer
Willer é uma comuna francesa na região administrativa de Grande Leste, no departamento Alto Reno. Estende-se por uma área de 6,2 km². Em 2010 a comuna tinha 322 habitantes (densidade: 51,9 hab./km²).